# Acanthopleura granulata
Acanthopleura granulata är en blötdjursart som först beskrevs av Gmelin 1791.  Acanthopleura granulata ingår i släktet Acanthopleura och familjen Chitonidae. Inga underarter finns listade i Catalogue of Life.

## Bildgalleri

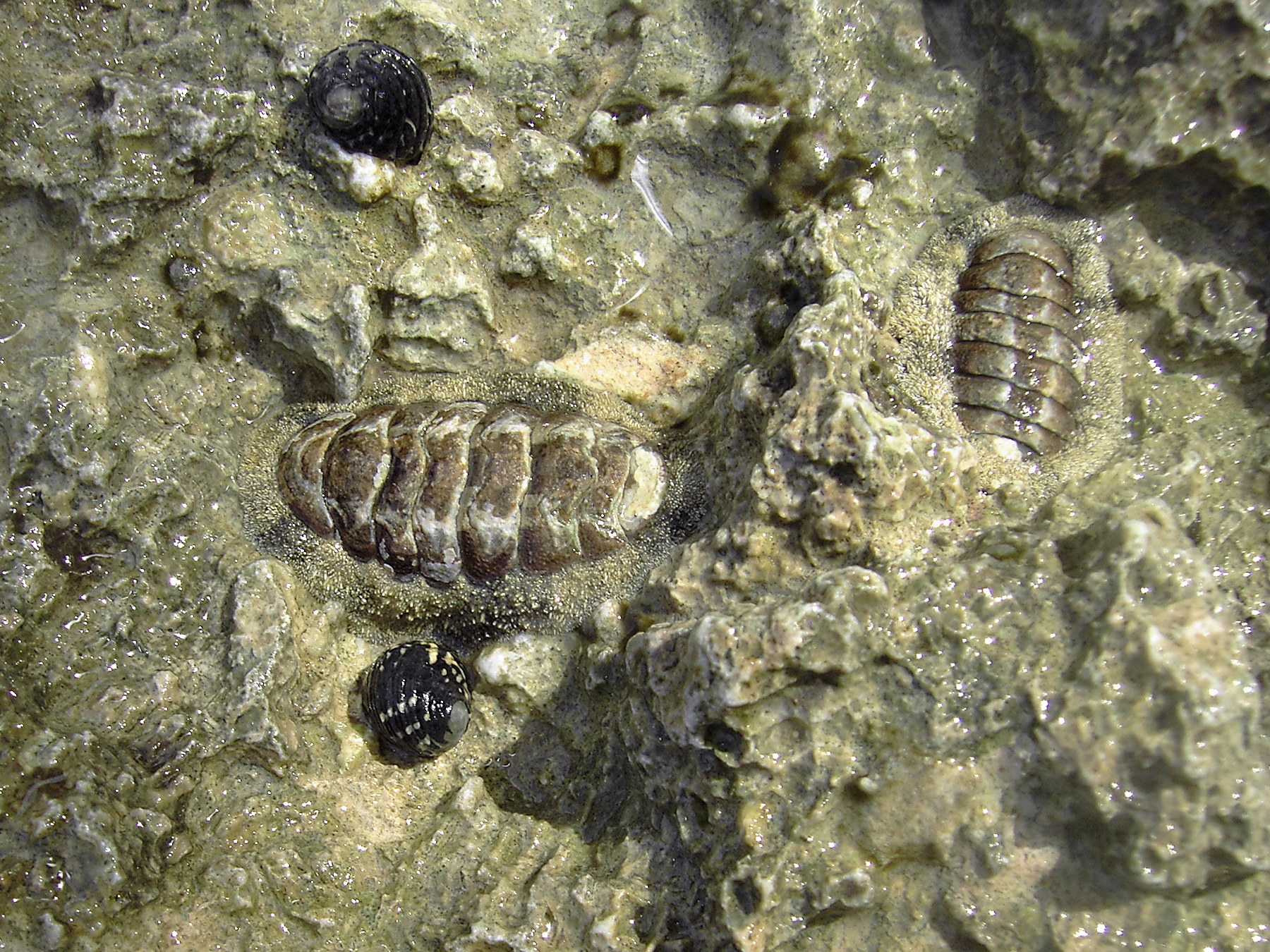
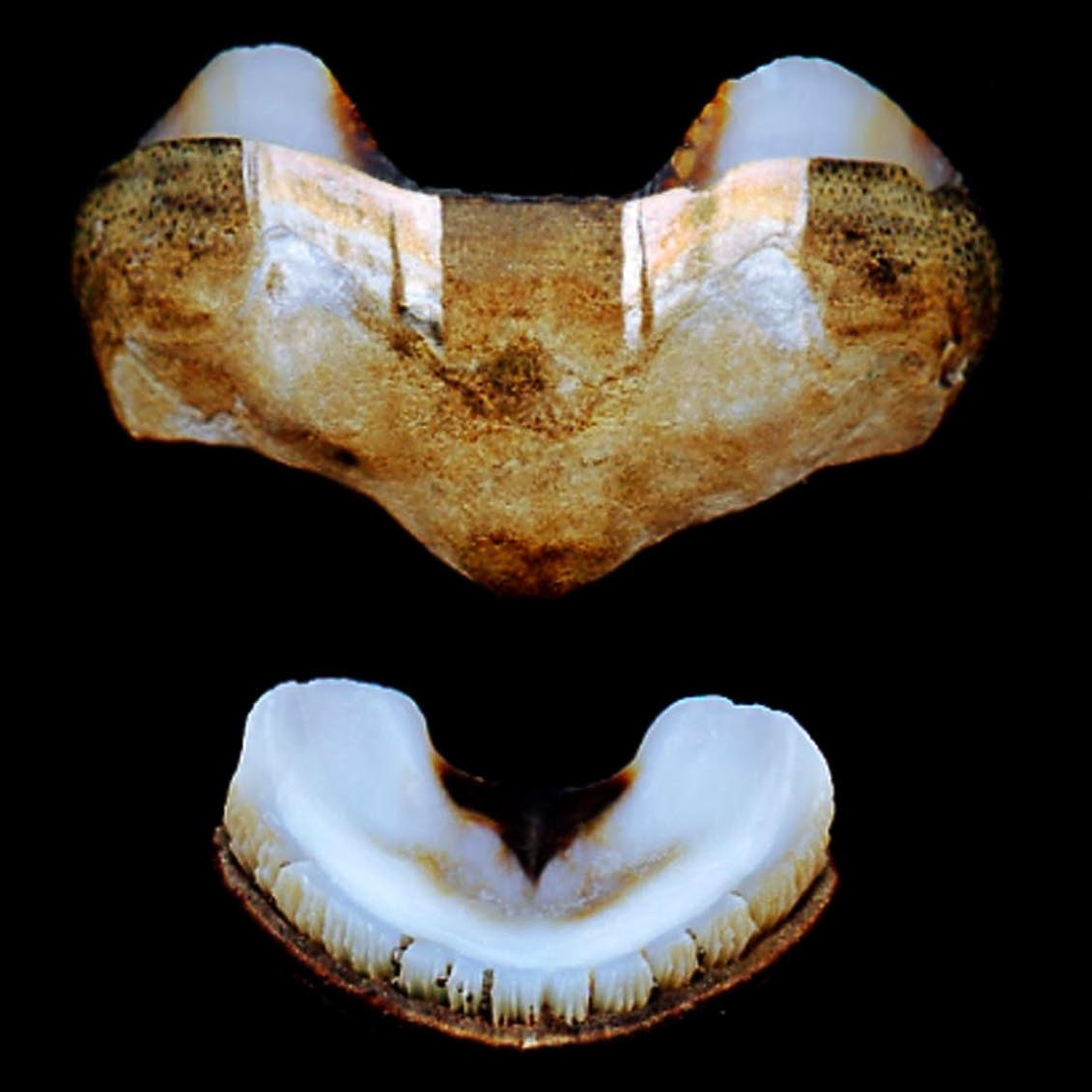